# Božidar Jakac
Božidar Jakac, né le 16 juillet 1899, et mort le 12 novembre 1989 à Novo Mesto (Autriche-Hongrie, auj. Slovénie ) est un peintre, graveur, professeur d'art, photographe et cinéaste yougoslave d'expression slovène.

## Biographie
Bozidar Jakac, né le 16 juillet 1899, étudie à l'Académie des beaux-arts de Prague et séjourne à Berlin et à Paris.
Il appartient à l'expressionnisme, réalisme et symbolisme. Il a produit l'un des plus grands recueils de pastels et de tableaux à l'huile (paysages, védutes, et portraits), dessins, et surtout des estampes, en Slovénie.
Il est l'un des organisateurs clés de la fondation de l'Académie des beaux-arts et de design de Ljubljana (en) et de la Biennale internationale de l'art graphique de Ljubljana.